# Quadrangular

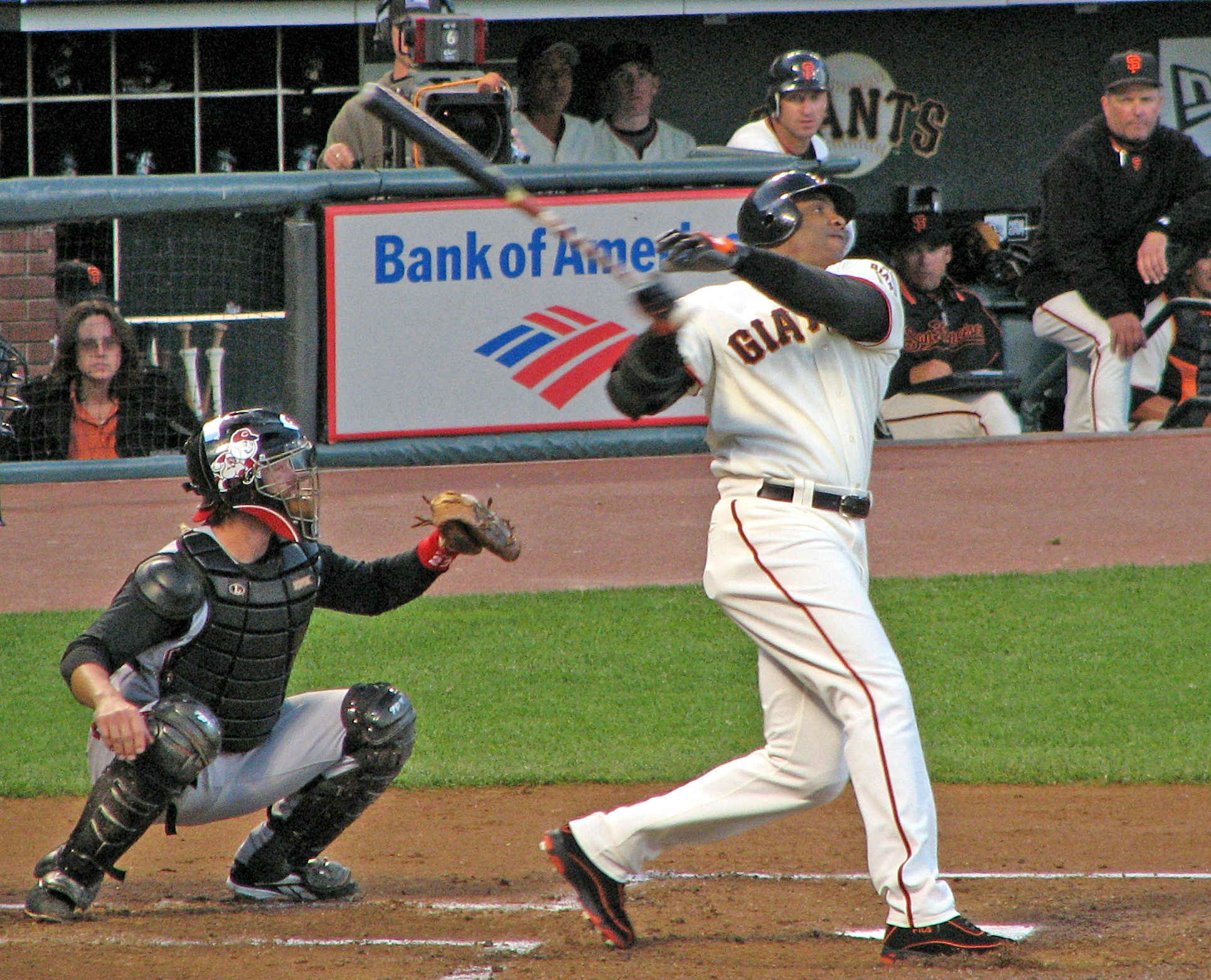
Barry Bonds és el jugador amb més quadrangulars a la història de la Major League Baseball

En beisbol, un quadrangular o home run (abreujat HR) és una jugada en què el batedor colpeja la pilota de tal manera que li permet recórrer les quatre bases i anotar una correguda tant a ell com als corredors situats a les bases. En el beisbol modern, un quadrangular s'aconsegueix generalment enviant la pilota fora del terreny de joc, per sobre de la tanca del camp exterior, sense abans tocar a terra; això resulta en un quadrangular automàtic. (Si la pilota surt del terreny de joc havent tocat a terra, resulta en una batada doble automàtica.) Més rarament, es pot aconseguir un quadrangular sense enviar la pilota fora (inside-the-park), en què el batedor arriba a la base de meta amb la pilota en joc.
Estadísticament, quan un jugador efectua un quadrangular se l'acredita amb una batada (hit) i una correguda (run), així com amb una correguda impulsada (run batted in) per cada corredor que anoti, inclòs el mateix batedor. Un quadrangular amb les bases buides, i que per tant resulta en una sola correguda, rep el nom de quadrangular en solitari (solo home run). Quan hi ha un o dos corredors i el quadrangular resulta en dues o tres corregudes, rep el nom de quadrangular de dues corregudes (two-run home run) o de tres corregudes (three-run home run), respectivament. Quan el quadrangular s'efectua amb les bases plenes i s'anoten quatre corregudes, se l'anomena gran eslam (grand slam).
Els quadrangulars són un dels aspectes més populars del beisbol. Per aquest motiu, els jugadors que n'aconsegueixen molts acostumen a ser populars entre els seguidors i a tenir els salaris més alts de l'equip. L'any 1948, el llançador veterà Fritz Ostermueller, mentre instruïa el seu jove company d'equip Ralph Kilner, va dir-li una frase que ho reflecteix i que és bastant coneguda als Estats Units: «Els que fan quadrangulars condueixen Cadillacs i els que fan batades d'una base condueixen Fords».

## Rècords

### Més quadrangulars d'un mateix jugador en un sol partit

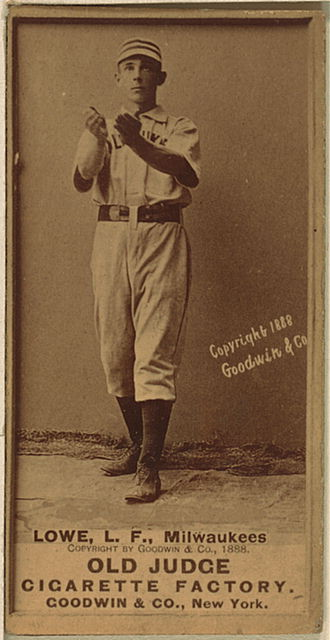
Bobby Lowe va ser el primer jugador en aconseguir quatre quadrangulars en un sol partit, el 30 de maig de 1894. Després del quart quadrangular, els aficionats de l'estadi van llençar més de 160$ en monedes a sobre el camp fruit de l'eufòria.

Que un jugador aconsegueixi quatre quadrangulars en un únic partit es considera una de les proeses més atípiques i meritòries del beisbol. Al Major League Baseball ha ocorregut només 20 vegades al llarg de més de 150 anys d'història –menys que partits perfectes hi ha hagut–, a càrrec de 20 batedors diferents. Ningú mai no ha aconseguit més de quatre quadrangulars en un sol partit. A la posttemporada, el rècord de quadrangulars d'un mateix jugador en un sol partit és de tres, aconseguit per primera vegada per Babe Ruth a les Sèries Mundials del 1926. A la lliga japonesa de beisbol només s'ha aconseguit dues vegades a la història i tampoc mai ningú n'ha aconseguit cinc o més.

### Més quadrangulars al llarg la carrera professional
El japonès Sadaharu Oh, jugador dels Yomiuri Giants de la lliga japonesa, té el rècord mundial de més quadrangulars, amb 868. Set jugadors més de l'NPB han superat la marca dels 500 quadrangulars al llarg de la seva carrera.
A la història de la Major League Baseball, 27 jugadors han aconseguit un total de més de 500 quadrangulars. El primer en superar la barrera dels 500 va ser Babe Ruth, el 1929; Ruth es va retirar havent batat 714 quadrangulars. Hank Aaron va batre el rècord de Ruth el 1974 i va acabar la seva carrera amb 755. Barry Bonds va superar Aaron al 2007, en què va establir la marca actual de 762. Tanmateix, la fita de Bonds està tacada per l'ús d'ajuts ergogènics, per la qual cosa Bonds no ha entrat al Saló de la Fama del Beisbol.